# Dobroești
Dobroeşti é uma comuna romena localizada no distrito de Ilfov, na região de Muntênia. A comuna possui uma área de 11.32 km² e sua população era de 6493 habitantes segundo o censo de 2007.